# Patalene suggillaria
Patalene suggillaria là một loài bướm đêm trong họ Geometridae.